# Lycaenops
Lycaenops (z gr. "wilcza twarz") – rodzaj drapieżnego terapsyda należącego do podrzędu gorgonopsów, żyjącego na terenie obecnej Afryki południowej od środkowego do późnego permu. Jego szczątki odkryto w warstwach cistecefali i daptocefali.

Było to zwierzę wielkości psa, długości około metra. Charakteryzowało się lekką budową ciała. Jego kończyny były względnie długie i dostosowane do biegu. Przednie były rozchylone na boki, podczas gdy kości udowe w kończynach tylnych miały charakter 

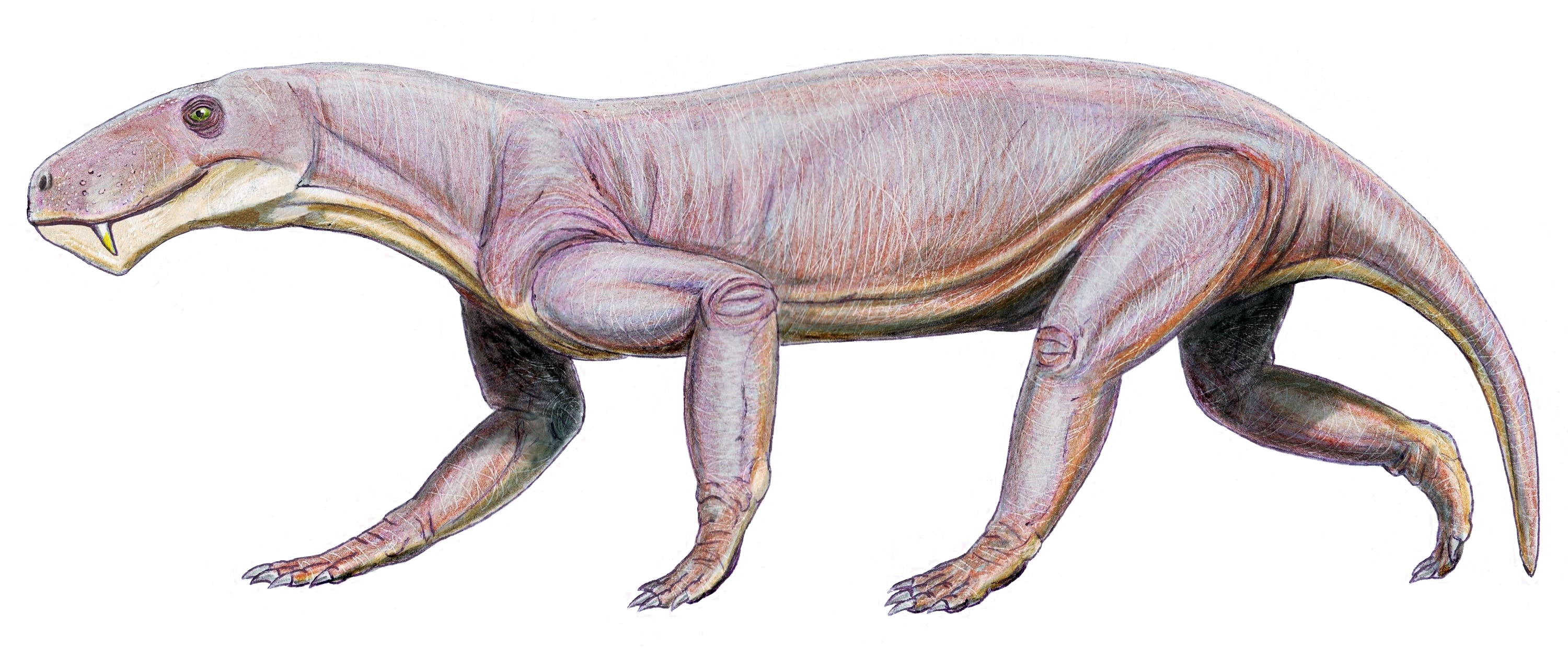

podobny do krokodylich i pozwalały na ich boczne (typowe dla gadów), jak i na pionowe (typowo ssacze) ułożenie. Czaszka była wydłużona i wysmukła. Przypominała z wyglądu czaszki terapsydów należących do podrzędu Biarmosuchia, ale była od nich dłuższa i masywniejsza. Pewne analogie w wyglądzie znajdujemy też u dzisiejszych wilków (stąd nazwa). Lycaenops miał duże kły (cecha charakterystyczna wszystkich gorgonopsów) o ząbkowanych brzegach. Para górna była większa. Zęby zakłowe były względnie niewielkie.
Najprawdopodobniej zwierzę to polowało w stadach. Jego łupem mogły padać roślinożerne dicynodonty, czy dinocefale, jak Moschops. Przypuszcza się, że Lycaenops był stałocieplny, jednakże jedyny zachowany fragment skóry tego terapsyda pozbawiony jest włosów.

## Gatunki
- Lycaenops angusticeps
- Lycaenops kingwilli
- Lycaenops ornatus